# Семёнково (городской округ Серебряные Пруды)
Семёнково — деревня в городском округе Серебряные Пруды Московской области России.

## История
Известна с 1763 года как деревня пашенных солдат. В 1858 году было 36 дворов, в 1974 — 21. В советское время работали колхозы «Красный Восток», им. Чуйкова, совхоз им. Крупской, позднее агрофирма «Русь». В период 2006—2015 годов входила в городского поселения Серебряные Пруды Серебряно-Прудского района.

## География
Деревня находится в южной части области, в лесостепной зоне, на левом берегу реки Осётр, на расстоянии примерно 3 километров (по прямой) к востоку-северо-востоку от рабочего посёлка Серебряные Пруды, административного центра района. Абсолютная высота — 143 метра над уровнем моря.

### Климат
Климат характеризуется как умеренно континентальный, с умеренно холодной снежной зимой и тёплым летом. Среднегодовая температура воздуха — 6 °C. Средняя температура воздуха самого холодного месяца (февраля) — −7,7 °C (абсолютный минимум — −34,8 °C), средняя температура самого тёплого (июля) — 20 °С (абсолютный максимум — 39,4 °C). Продолжительность вегетационного периода составляет 180 дней. Годовое количество атмосферных осадков — 598 мм, из которых 425 мм выпадает в период с апреля по октябрь.

### Часовой пояс
Семёнково, как и вся Московская область, находится в часовой зоне МСК (московское время). Смещение применяемого времени относительно UTC составляет +3:00.

## Население
| 2002 | 2006 | 2010 |
| ---- | ---- | ---- |
| 9    | ↘4   | ↗7   |

Постоянное население составляло 128 человек (1763 год), 161 (1782), 299 (1858), 44 (1974), 9 в 2002 году , 7 в 2010.

### Национальный состав
Согласно результатам переписи 2002 года, в национальной структуре населения русские составляли 100 %.